# Walter Reed

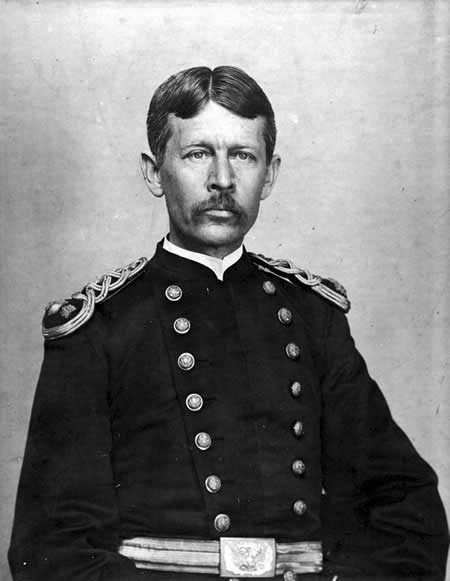
Walter Reed

Walter Reed (* 13. September 1851 in Belroi, Virginia; † 22. November 1902 in Washington, D.C.) war ein US-amerikanischer Militärarzt, Pathologe und Mikrobiologe. Er wurde berühmt durch seine Arbeiten über das Gelbfieber, dessen Virusnatur er im Jahr 1900 mit seinen Mitarbeitern nachwies.

## Leben und Werk
Reed wuchs in Belroi (Gloucester County) im Westen von Virginia auf. Er besuchte die University of Virginia, wo er 1869 das Studium im Alter von nur 17 Jahren mit dem Grad eines M.D. abschloss. Danach besuchte er das Bellevue Hospital Medical College der New York University, wo er 1870 einen zweiten M.D. erwarb. In New York City war er anschließend als Arzt tätig. 1876 heiratete er dort die Pianistin, Komponistin und Dirigentin Emily Lawrence. Aus der Ehe gingen zwei Kinder hervor. Zusätzlich adoptierte das Paar noch ein indianisches Mädchen.
Reed trat in den 1880er Jahren in das U.S. Army Medical Corps ein und war bis 1893 im amerikanischen Westen tätig. Daneben bildete er sich medizinisch-wissenschaftlich fort, unter anderem in der Pathologie des Johns Hopkins University Hospital. 1893 erhielt er eine Professur für Bakteriologie und Klinische Mikrobiologie an der neu eröffneten Army Medical School in Washington, D.C. Nach Ausbruch des Spanisch-Amerikanischen Krieges reiste er 1899 nach Kuba, um dort die medizinischen Probleme der amerikanischen Armee zu studieren. Die amerikanische Armee hatte in diesem Krieg weit höhere Verluste durch Krankheiten, insbesondere Gelbfieber erlitten, als durch die eigentlichen Kampfhandlungen.
Die Studien von Reed und Mitarbeitern zeigten, dass das Gelbfieber nicht, wie vielfach vermutet durch verschmutzte Kleidung oder Ausscheidungen von Gelbfieberkranken übertragen wurde, sondern durch Moskitostiche. Entscheidend für die Bekämpfung des Gelbfiebers wurde daher der Schutz vor Moskitostichen zum Beispiel durch Moskitonetze.
Durch die Arbeiten von Reed und Mitarbeitern wurde der Bau des Panamakanals in den Jahren 1906–1914 erst möglich. Ein versuchter Kanalbau unter der Leitung von Ferdinand de Lesseps in den Jahren 1881–1889 war unter anderem aufgrund der sehr hohen Todeszahlen durch das nicht beherrschbar gewesene Gelbfieber gescheitert. Aufgrund seiner Arbeiten erhielt er zahlreiche Ehrungen, u. a. von der Harvard University und der University of Michigan. Walter Reed starb schon kurz nach seinen Entdeckungen 1902 im Alter von 51 Jahren an einer perforierten Appendizitis. Er ist auf dem Arlington National Cemetery begraben. Nach ihm ist das Walter-Reed-Militärkrankenhaus benannt.
Er ist einer der 23 ursprünglichen Namen auf dem Fries der London School of Hygiene and Tropical Medicine, die Personen aufführen, die sich um öffentliche Gesundheit und Tropenmedizin verdient gemacht haben.